# Aulographales
Die Aulographales sind eine Ordnung der Schlauchpilze.

## Merkmale
Die schwarzen Fruchtkörper der Aulographales sind schüssel- (apothecial) bis schildförmig (thyrothecial). Sie sind kugelig bis elliptisch, einfach oder verzweigt, oberflächlich und kommen einzeln oder in losen Gruppen vor. Das Hamathecium, also das Gewebe zwischen den Schläuchen löst sich früh auf oder besteht aus verzweigten, durchscheinenden, septierten und anostomisierenden, also Querverbindungen bildende Pseudoparaphysen. Die Schläuche besitzen je acht Sporen, sie sind bitunicat (zweiwandig), keulig bis kugelig, mit oder ohne kleinem Stiel. Die Sporen sind unregelmäßig angeordnet, eiförmig bis schmal keulig, durchscheinend bis braun, verengt am Septum, glattwandig, mit oder ohne Resten von Schleim.

## Lebensweise
Die bekannten Arten der Aulographales leben saprob auf Blättern und Holz.

## Systematik und Taxonomie
Die Ordnung wurde 2020 beschrieben. Die Aulographaceae standen vorher als incertae sedis innerhalb der Dothideomycetes. Die Gattung Rhizodiscina wurde zu den Patellariaceae gerechnet. Die Familie Rhizodiscinaceae mit der einzigen Gattung Rhizodiscina wird bei der Datenbank Mycobank noch isoliert ohne Angaben von Gründen zu den Dothideomyceten gestellt, obwohl sie sich auf die Originalpublikation von Haridas und Kollegen (2020) berufen.
Zurzeit (Stand Februar 2022) zählen nur zwei Familien mit folgenden Gattungen zur Ordnung:
- Aulographaceae
  - Aulographum
  - Echidnodes
  - Lembosiella
  - Thyriopsis

- Rhizodiscinaceae
  - Rhizodiscina